# Canaro
Canaro é uma comuna italiana da região do Vêneto, província de Rovigo, com cerca de 2.836 habitantes. Estende-se por uma área de 32 km², tendo uma densidade populacional de 89 hab/km². Faz fronteira com Ferrara (FE), Fiesso Umbertiano, Frassinelle Polesine, Occhiobello, Polesella, Ro (FE).

## Demografia
| Variação demográfica do município entre 1861 e 2011                               |
|                                                                                   |
| Fonte: Istituto Nazionale di Statistica (ISTAT) - Elaboração gráfica da Wikipedia |